# Посторонко Іван Григорович
Іван Григорович Посторонко (14 листопада 1929, село Суботці, тепер Знам'янського району Кіровоградської області) — український радянський партійний діяч, 1-й секретар Івано-Франківського обкому КПУ. Кандидат у члени ЦК КПУ в 1986—1990 р. Народний депутат Верховної Ради СРСР у 1989—1991 р.

## Біографія
Трудову діяльність розпочав у 1945 році стажистом шофера Кіровоградської районної електростанції. З 1946 по 1950 рік — учень Кіровоградського технікуму сільськогосподарського машинобудування.
У 1955 році закінчив Дніпропетровський гірничий інститут.
У 1955—1959 роках — механік шахти; начальник електростанції; заступник начальника, начальник виробничо-планового та виробничо-технічного відділів Солотвинського солерудника Закарпатської області.
Член КПРС з 1959 року.
У 1959—1962 роках — начальник гірничорудного відділу управління нафтової і хімічної промисловості, головний інженер управління промислових будівельних матеріалів Станіславського раднаргоспу.
У 1962—1965 роках — заступник секретаря Калуського промислово-виробничого партійного комітету КПУ Івано-Франківської області.
У 1965—1979 роках — 2-й секретар, 1-й секретар Калуського районного комітету КПУ; 1-й секретар Калуського міського комітету КПУ Івано-Франківської області. Закінчив заочну Вищу партійну школу при ЦК КПРС.
У жовтні 1979 — червні 1983 року — 1-й секретар Коломийського міського комітету КПУ Івано-Франківської області.
8 червня 1983 — грудень 1985 року — секретар Івано-Франківського обласного комітету КПУ.
У грудні 1985 — 9 лютого 1990 року — 1-й секретар Івано-Франківського обласного комітету КПУ.
З 1990 року — персональний пенсіонер, проживав у місті Києві.

## Нагороди
- два ордени Трудового Червоного Прапора
- орден «Знак Пошани»
- медалі